# Eltinho
Elton Divino Celio, meglio noto come Eltinho (Guaíra, 7 luglio 1987), è un calciatore brasiliano, difensore del Patriotas.

## Carriera
Ha giocato nella massima serie e nella seconda divisione brasiliana.

## Palmarès

### Competizioni statali
- Campionato Paranaense: 4

Coritiba: 2011, 2012, 2013
Londrina: 2021
- Campionato Potiguar: 1

ABC: 2017